# 何塞·里科·佩雷斯球场
何塞·里科·佩雷斯球场（西班牙語：Estadio José Rico Pérez）是一座位于西班牙巴伦西亚自治区阿利坎特市的足球场，是靴高斯足球會的主场。球场以前俱乐部主席何塞·里科·佩雷斯命名，可以容纳29,500名观众。

## 1982年世界杯足球赛
1982年世界杯，何塞·里科·佩雷斯球场举办了两场第一轮比赛和一场三、四名决赛。

### 第一轮
何塞·里科·佩雷斯球场举办了两场小组赛阶段第一轮的比赛。
| 1982年6月18日 | 阿根廷                                            | 4–1  | 匈牙利         | 阿利坎特何塞·里科·佩雷斯球场         |
| 21:00 CEST    | - 贝尔托尼 26' - 马拉多纳 28', 57' - 阿迪列斯 60' | 報告 | 珀勒什凯伊 76' | 入場人數： 32,093 ： 贝莱德·拉卡尔内 |

| 1982年6月23日 | 阿根廷                            | 2–0  | 薩爾瓦多 | 阿利坎特何塞·里科·佩雷斯球场                    |
| 21:00 CEST    | - 帕萨雷拉 22'（） - 贝尔托尼 54' | 報告 |          | 入場人數： 32,500 ： 路易斯·巴兰科斯·阿尔瓦雷斯 |

### 三、四名决赛
何塞·里科·佩雷斯球场举办了一场三、四名决赛。
| 1982年7月10日 | 波蘭                                           | 3–2  | 法國                        | 阿利坎特何塞·里科·佩雷斯球场         |
| 20:00 CEST    | - 沙尔马赫 40' - 马耶斯基 44' - 库普采维奇 46' | 報告 | - 吉拉德 13' - 库里奥尔 72' | 入場人數： 28,000 ： 安东尼奥·加里多 |

## 图集

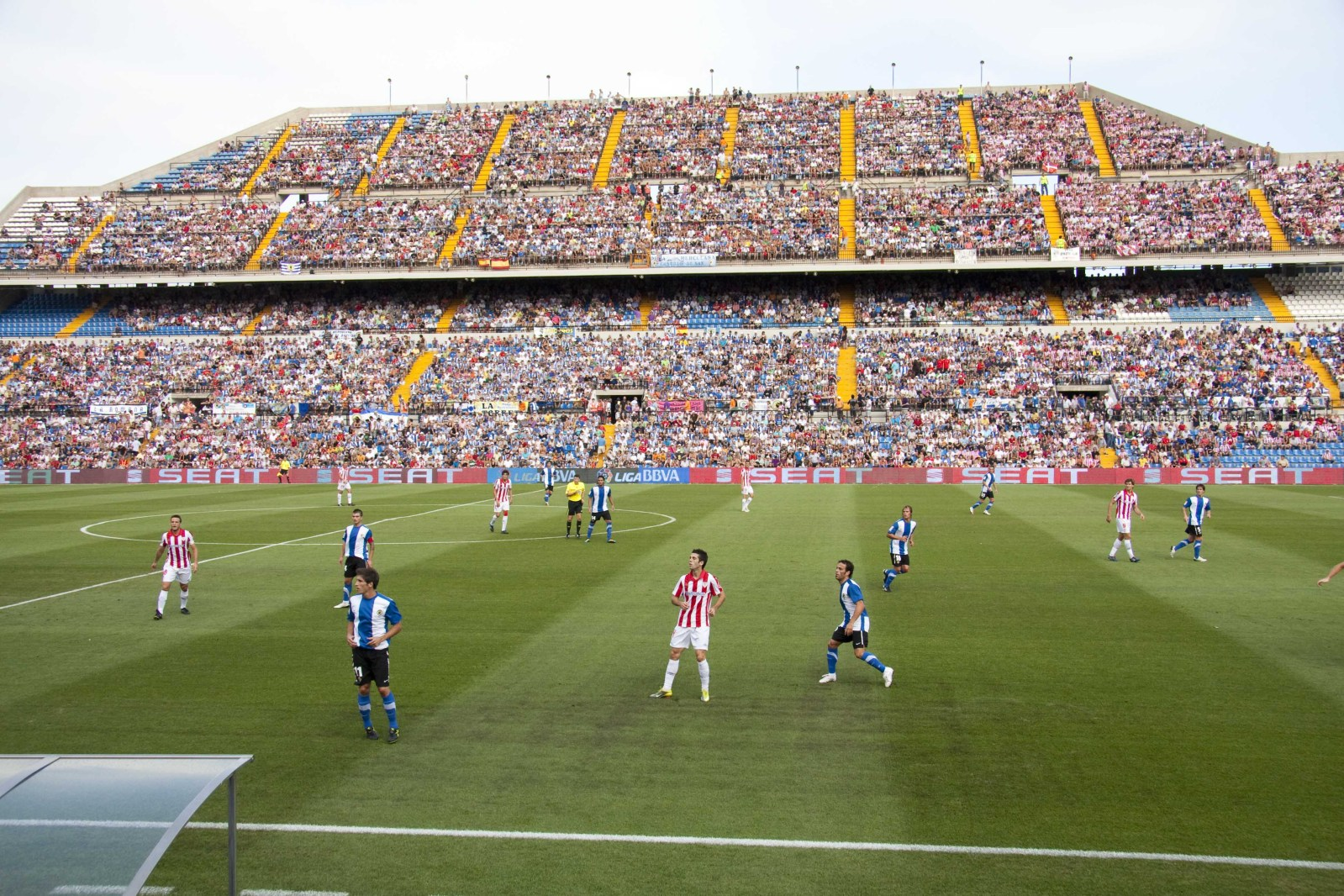
2010年的何塞·里科·佩雷斯球场
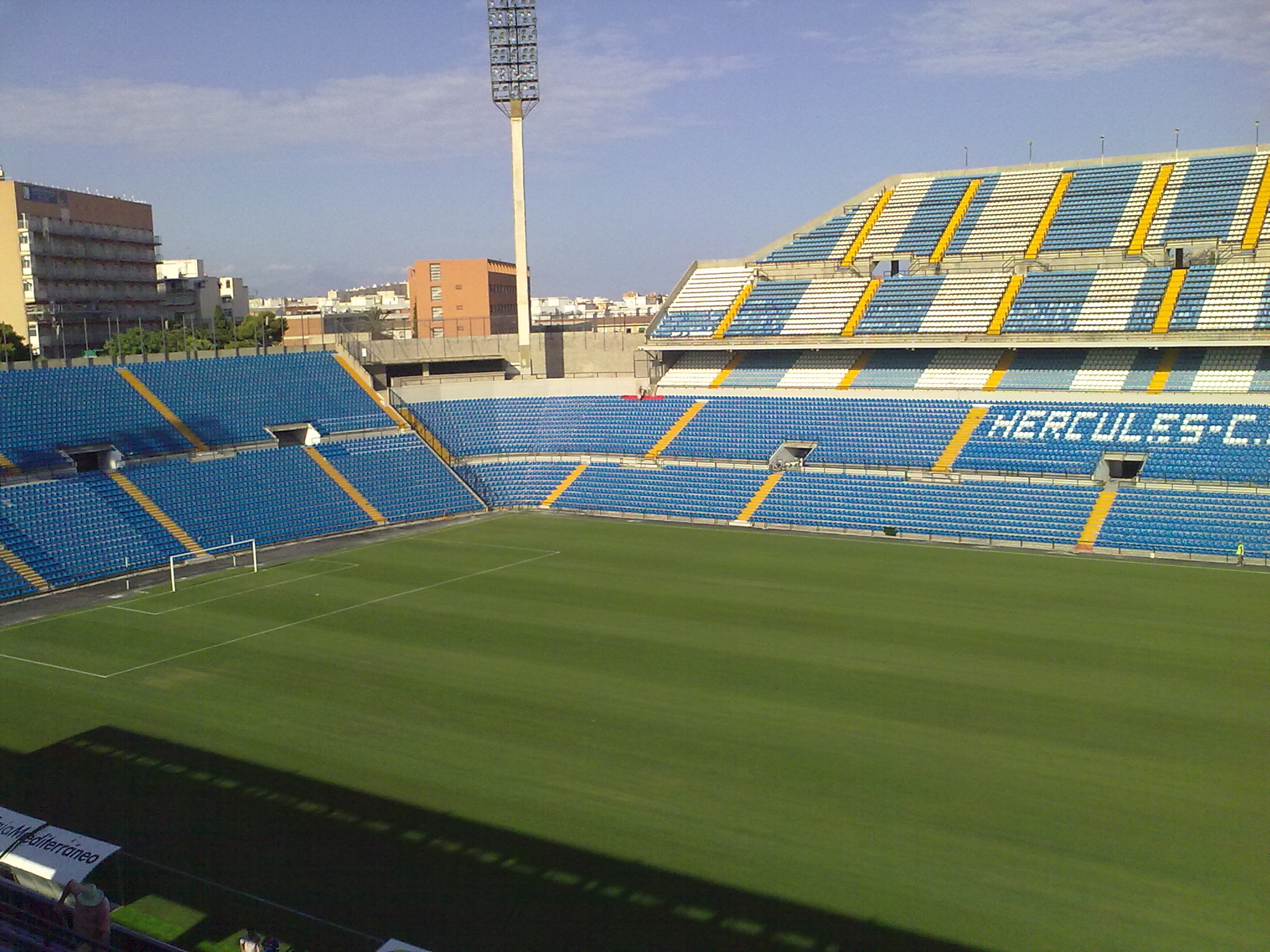
2010年的何塞·里科·佩雷斯球场
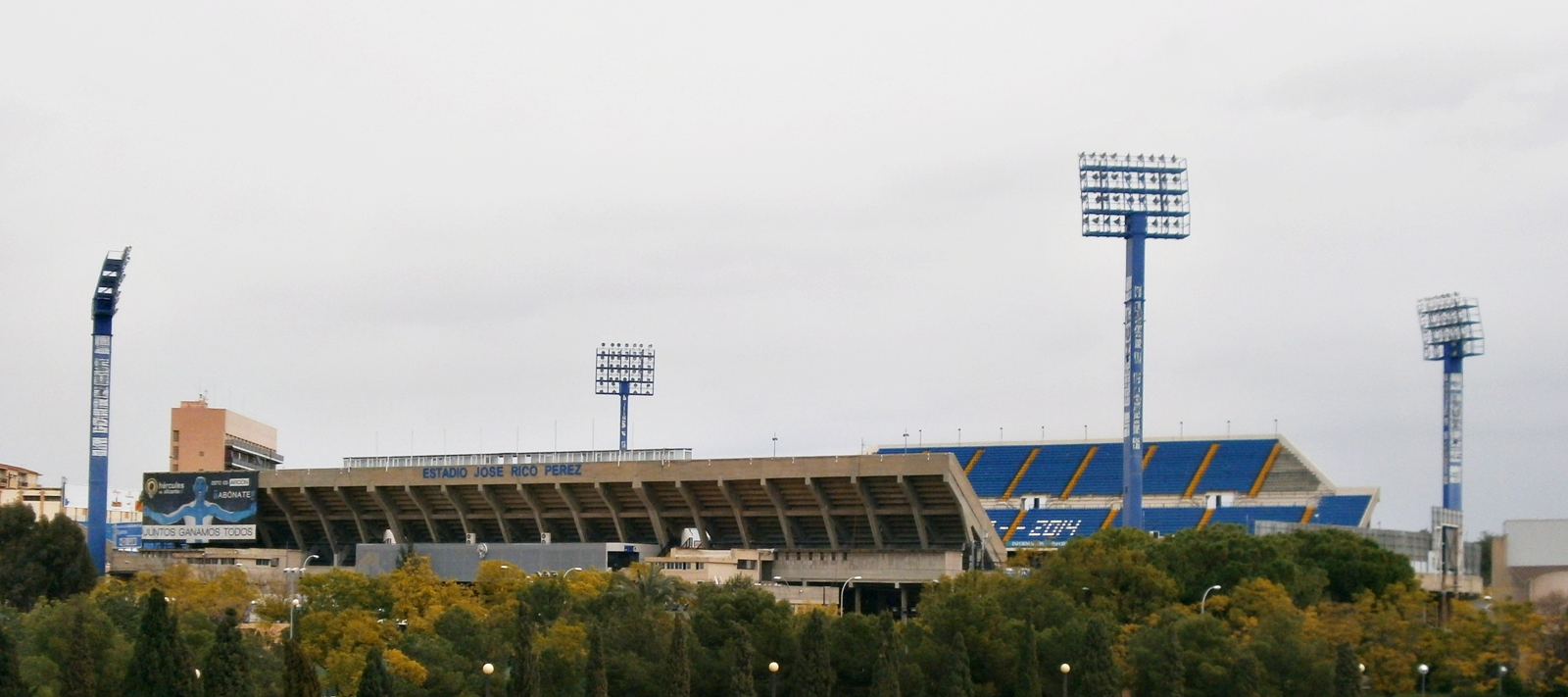
球场外景
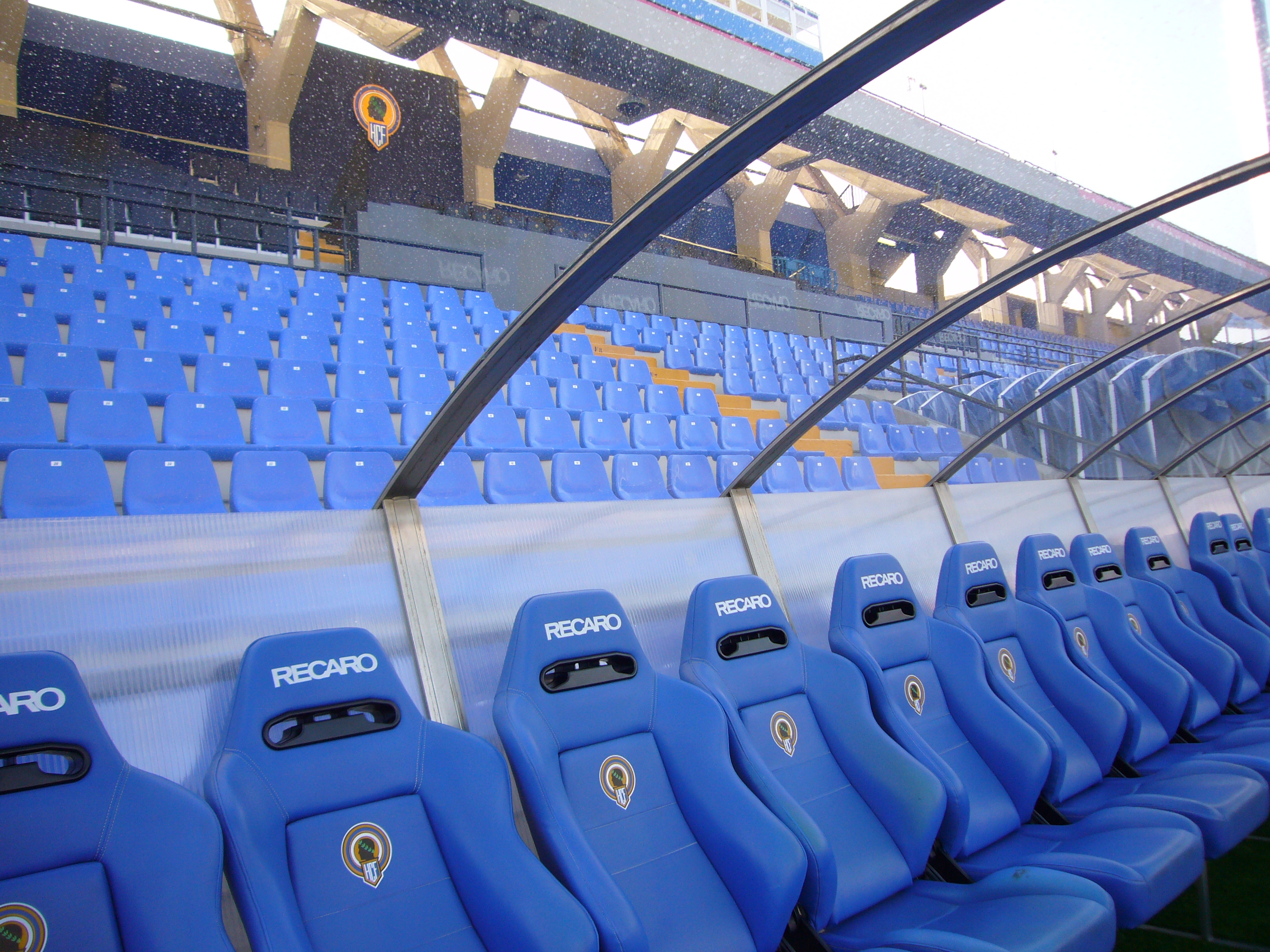
替补球员座椅